# Pseudobombax ellipticum
Pseudobombax ellipticum là một loài thực vật có hoa trong họ Cẩm quỳ. Loài này được (Kunth) Dugand miêu tả khoa học đầu tiên năm 1943.